# Manuel Azaña
Manuel Azaña Díaz-Gallo, né le 10 janvier 1880 à Alcalá de Henares (communauté de Madrid) et mort en exil le 3 novembre 1940 à Montauban (Tarn-et-Garonne) où il est inhumé, est un écrivain, journaliste et homme d'État espagnol.
Président du gouvernement provisoire de la République espagnole (du 14 octobre au 16 décembre 1931), président du Conseil des ministres de 1931 à 1933 et, à nouveau en 1936, second président de la Seconde République jusqu'en 1939, Manuel Azaña est une des grandes figures du républicanisme en Espagne et du Front populaire d'avant la guerre d'Espagne et de la Seconde Guerre mondiale.
Président du Conseil à partir de 1931, il entreprend de réformer une Espagne agraire en retard, divisée et sclérosée par les inégalités. Il est notamment l'un des grands artisans de l'introduction de la séparation de l'Église et de l'État en Espagne sous la Seconde République. Malgré de nombreuses réformes majeures, Azaña s'avère incapable d'empêcher la formation de deux Espagne antagonistes durant l'entre-deux-guerres.
Élu président de la République par les Cortes au printemps 1936, il devient l'un des chefs de file du camp républicain à la suite du déclenchement de la guerre civile. De 1936 à 1939, Azaña assiste impuissant aux divisions du camp républicain et à l'internationalisation d'un conflit entre Espagnols, la guerre civile, qui se transforme à la suite de l'intervention de l'URSS, du Mexique, de l'Italie fasciste et du IIIe Reich en un conflit international, la guerre d'Espagne, véritable terrain d'affrontement entre fascistes et antifascistes. À la suite de la défaite de la République et de la victoire des nationalistes de Franco, Azaña est contraint à l'exil en février 1939 et trouve refuge en France, d'abord en Haute-Savoie puis en Gironde. Il meurt le 3 novembre 1940 à Montauban.
Outre son activité politique, Manuel Azaña est aussi un écrivain de renom dont la maîtrise de la langue de Cervantes fut récompensée par le prix national de littérature en 1926 pour sa biographie Vida de Don Juan Valera. Néanmoins, son œuvre la plus connue demeure La velada en Benicarló, une réflexion sur la décennie des années 1930 en Espagne. Rédigés en exil avant de mourir, les carnets de Manuel Azaña, intitulés Diarios, sont considérés comme l'un des documents historiques les plus importants pour la période de la guerre civile.

## Biographie

### Débuts en politique
Né à Alcalá de Henares, dans la communauté de Madrid, Manuel Azaña Díaz étudie d'abord à l'Université de Saragosse, où il obtient une licence en droit en juillet 1898, puis à celle de Madrid, où il obtient un doctorat dans la même discipline. En 1913, il participe à la fondation de la Ligue d’éducation politique qui cherche à sensibiliser les Espagnols à l’idéal républicain et parlementaire, puis à celle d’España, hebdomadaire d’opposition créé par l’écrivain José Ortega y Gasset, de laquelle il est directeur de 1923 à 1924.
Directeur de ce journal en 1922, il devient l'un des porte-parole de l’opposition républicaine à la dictature de Miguel Primo de Rivera, qu’il critique en particulier pour la guerre du Maroc en rappelant la cuisante défaite à Cuba (1898). Azaña était aussi actif dans la franc-maçonnerie. Homme pondéré[réf. nécessaire], pourvu de sens critique, Azaña s’affirme bientôt comme un vrai chef politique. Il s'entoure notamment de l'homme de lettres Juan José Domenchina, futur époux de la poétesse féministe Ernestina de Champourcín. Il épouse le 27 février 1929 Dolores Rivas Cherif, sœur de son ami le dramaturge Cipriano Rivas Cherif.
Franc-maçon et admiratif des institutions françaises, il rêvait de transformer l’Espagne selon un modèle de société laïque, gouvernée par les lois de la démocratie. Il n’était pas socialiste, au sens du parti du même nom (il crée en 1934 la Gauche républicaine. Il cherche à unir les radicaux de gauche, les socialistes et les communistes pour mener à bien son projet. Ce dernier, imposant une société laïque où prévaudrait la séparation de l’Église et de l’État, exigerait pour sa mise en œuvre des négociations délicates, dans un pays où l’Église catholique et la religion avaient depuis des siècles tenu un rôle majeur.

### Président du Conseil
Après la victoire de la gauche aux élections municipales de 1931, qui entraîne l’exil du roi Alphonse XIII et la proclamation de la République le 14 avril, Azaña est nommé président du Conseil en octobre de la même année.
Principal tenant de l’exécutif sous l’autorité du président de la République, Niceto Alcalá Zamora, il dirige, dit-il, un « gouvernement de raison » et mène une politique laïque radicale tout en essayant de préserver la difficile cohésion des partis républicains. Pratiquement, il épure l’armée, prive l’Église de ses biens (expropriation de nombreux couvents et monastères) pour limiter voire supprimer son pouvoir, met en chantier de grandes réformes agraires, électorales (suffrage universel) et administratives (autonomie provinciale). En 1933, il perd les élections face à la coalition de droite regroupée dans la CEDA de José María Gil-Robles.

### Dans l'opposition
Il porte alors une responsabilité non négligeable dans la montée aux extrêmes que connaît le pays en se compromettant lourdement dans les insurrections socialistes et anarchistes de septembre et d'octobre 1934, planifiées comme coup d'État par leurs chefs, qui ont lieu dans plus de 20 provinces, entre autres en Catalogne, à Madrid et dans les mines des Asturies,. 1934 est donc l'année de la création de son parti politique, très à gauche.

### Victoire électorale
Le 16 février 1936, après la dissolution de l’Assemblée nationale, il mène la gauche du Front populaire à la victoire et est nommé chef du gouvernement le 19 février.

### Président de la République
Le 11 mai, il est élu président de la République en remplacement d'Alcalá-Zamora. Éloigné des leviers de l’État, il assiste impuissant au « printemps tragique ». En proie à une grave crise politique ponctuée de grèves, d’enlèvements, d’assassinats d'opposants comme celui de José Calvo-Sotelo, le pays se délite sous ses yeux. En juillet 1936, les généraux Emilio Mola et Francisco Franco organisent le soulèvement militaire nationaliste et le putsch qui rallient plusieurs régions d'Espagne et marquent le début de la guerre civile.
Franco s'approchant de Madrid, le gouvernement demande à Azaña de se réfugier à Barcelone, tandis que son gouvernement s'installera à Valence. Azaña conserve la présidence de la République, et malgré de nombreuses négociations avec la France et le Royaume-Uni, il n'a pas d'influence sur les événements et la perd progressivement auprès des gouvernements qui se succèdent jusqu’en 1939.

### Exil et mort
Le 5 février 1939 enfin, peu avant la chute de la Catalogne, il fuit l’Espagne en passant du mas de Can Barris vers le col de Lli, à La Vajol, et rejoint la diaspora républicaine en France. Il arrive à Collonges-sous-Salève le 6 février 1939, à la Prasle, maison de l’ethnologue Marcel Griaule et de sa femme Jeanne Griaule,, d'où il envoie sa démission de président de la République espagnole le 27 février 1939 au président du Congrès des députés, démission acceptée par la représentation permanente des Cortes le 3 mars suivant. Le 4 décembre 1939, contraint par les autorités, il quitte Collonges-sous-Salève pour Le Pyla-sur-Mer et Arcachon.

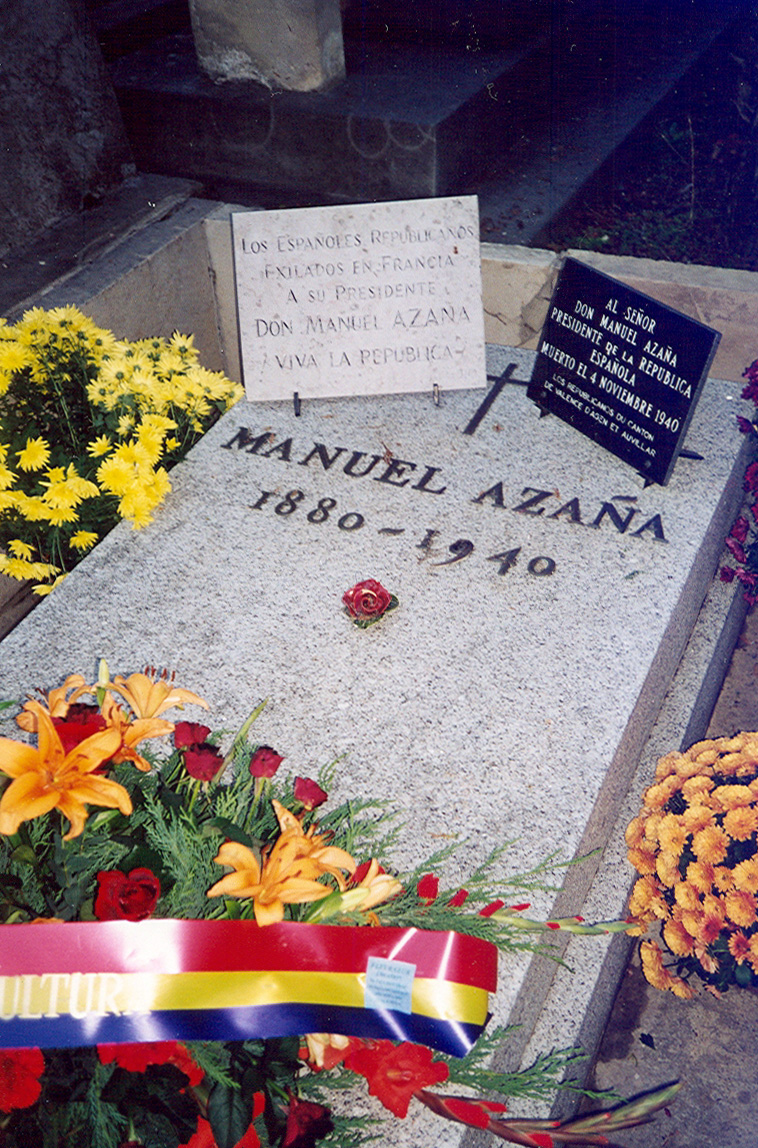
Tombe de Manuel Azaña à Montauban.

Il meurt le 3 novembre 1940 à Montauban dans l’hôtel du Midi, abritant le siège de la légation du Mexique, où il avait reçu asile en vue d’entraver les manœuvres des polices pétainiste et franquiste visant à son enlèvement. Le 5 novembre, son cercueil est amené au cimetière de la ville recouvert d’un drapeau mexicain, répliquant en cela à l’interdiction faite par « le préfet Albert Durocher d'apposer des drapeaux républicains avant la visite du maréchal Pétain à Montauban. ». Selon l'historien Max Lagarrigue : « Ce jour-là, plus de 3 000 républicains espagnols et de nombreuses personnalités » l'accompagnèrent jusqu'au cimetière communal de la cité d'Ingres où il repose encore aujourd'hui.

## Analyse historique
Le rôle de Manuel Azaña et sa responsabilité dans la venue de la guerre civile espagnole sont l'objet de débats entre les historiens. Si des historiens tels que l'anglais Hugh Thomas portent un regard positif sur son action dans les mois qui précèdent le conflit, vision partagée par Bartolomé Bennassar et des personnalités politiques espagnoles comme José María Aznar qui évoque « la lucidité et l’intelligence de Manuel Azaña », d'autres comme le spécialiste de l'Espagne franquiste Stanley Payne voient au contraire dans Azaña l'un des principaux responsables du conflit.

## Textes d'Azaña en français
- « L'Espagne a cessé d'être catholique. Discours d'Azaña devant les Cortes en 1931 » (voir la traduction de Jean-Pierre Amalric, Arkheia, 2009).
- « Le dernier discours du président Manuel Azaña, 18 juillet 1938 » (traduction de Jean-Pierre Amalric, Arkheia, 2008).
- « Reims et Verdun, Impressions d’un voyage en France (1917) » (traduction de Jean-Pierre Amalric, 2007).
- «  Le jardin des moines », «  La veillée à Benicarlò » (Introduction et traduction par Elvire Diaz et Jean-Pierre Amalric), Presses universitaires de Rennes, 2009.